# William Law
William Law (1686 à Kings Cliffe, Northamptonshire – 9 avril 1761), est un ecclésiastique et un écrivain anglais. Son œuvre, The Way to Divine Knowledge, est traduite en français, en 1805, par le comte de Divonne.

## Œuvres
- A Serious Call to a Devout and Holy Life (1729)
- A Demonstration of the Gross and Fundamental Errors of a late Book called a Plain Account, etc., of the Lord's Supper (1737)
- The Grounds and Reasons of the Christian Regeneration (1731)
- An Appeal to all that Doubt and Disbelieve the Truths of Revelation (1740)
- An Earnest and Serious Answer to Dr Trapp's Sermon on being Righteous Overmuch (1740)
- The Spirit of Prayer (1749, 1752)
- The Way to Divine Knowledge (1752)
- The Spirit of Love (1752, 1754)
- A Short but Sufficient Confutation of Dr Warburton's Projected Defence (as he calls it) of Christianity in his Divine Legation of Moses (1757)
- A Series of Letters (1760)
- A Dialogue between a Methodist and a Churchman (1760)
- An Humble, Earnest and Affectionate Address to the Clergy (1761)
- You Will Receive Power
- The Power Of The Spirit